# Lepidieae
Lepidieae es una tribu de plantas pertenecientes a la familia Brassicaceae. El género tipo es Lepidium L.

## Géneros
- Cardaria Desv. =~ Lepidium L.
- Coronopus Zinn =~ Lepidium L.
- Cyphocardamum Hedge
- Hymenophysa C. A. Mey. = Lepidium L.
- Lepicochlea Rojas Acosta = Lepidium L.
- Lepidium L.
- Lithodraba Boelcke
- Nasturtiastrum (Gren. & Godr.) Gillet & Magne = Lepidium L.
- Neolepia W. A. Weber = Lepidium L.
- Papuzilla Ridl. = Lepidium L.
- Physolepidion Schrenk ex Fisch. & C. A. Mey. = Lepidium L.
- Semetum Raf. = Lepidium L.
- Sprengeria Greene = Lepidium L.
- Stroganowia Kar. & Kir. =~ Lepidium L.
- Stubendorffia Schrenk ex Fisch. et al.
- Uranodactylus Gilli = Winklera Regel
- Winklera Regel